# Paul Henri d'Estournelles de Constant
Paul Henri Balluet d'Estournelles de Constant, baron de Constant de Rebecque (født 22. november 1852 i La Flèche, død 15. maj 1924 i Paris) var en fransk diplomat og politiker.
Han modtog Nobels fredspris i 1909 sammen med Auguste Beernaert.